# Trung Nạp ngôn (Nhật Bản)
Trung Nạp ngôn (中納言 Chūnagon), là một chức quan trong hệ thống Thái chính quan tồn tại từ đầu thời phong kiến cho tới năm 1868. Trung Nạp ngôn là chức vụ nằm giữa Đại Nạp ngôn và Thiếu Nạp ngôn xét về mặt chức vụ và quyền hạn. Thông thường, cơ hội phát sinh cho một người nắm tạm thời chức Trung Nạp ngôn, tức Quyền Trung Nạp ngôn (権中納言 gon-chūnagon).
Chức vụ Trung Nạp ngôn cùng với cơ cấu Thái chính quan được thiết lập vào năm 702 theo Thái Bảo Luật lệnh. Theo thời gian, số người nắm giữ chức Trung Nạp ngôn thay đổi, từ ba người năm 705 đến bốn người năm 756, tám người năm 1015 và sau cùng là mười người.
Phẩm vị của Trung nạp ngôn là Tòng tam vị, tương đương Trung tướng; nếu xuất thân từ gia tộc lớn có thể cao hơn.